# Svenska folkets historia
Svenska folkets historia är ett historiskt verk i tre delar skrivet av professorn i historia vid Uppsala universitet Erik Gustaf Geijer utgivet under en tid med början i augusti 1832 till 1836. 
De tre delarna är:
1. tiden fram till Gustaf Vasa
2. till Gustaf II Adolf
3. till Karl X Gustaf

Även Henrik Schück har 1914-1915 givit ut ett samlingsverk i två band med samma titel.